# Condado de Union (Geórgia)
O Condado de Union é um dos 159 condados do estado americano de Geórgia. A sede do condado é Blairsville, e sua maior cidade é Blairsville. O condado possui uma área de 852 km², uma população de 17 289 habitantes, e uma densidade populacional de 21 hab/km² (segundo o censo nacional de 2000). O condado foi fundado em 3 de dezembro de 1832.